# Yanqi (häradshuvudort i Kina, Xinjiang Uygur Zizhiqu, lat 42,06, long 86,57)
Yanqi är en häradshuvudort i Kina. Den ligger i den autonoma regionen Xinjiang, i den nordvästra delen av landet, omkring 210 kilometer sydväst om regionhuvudstaden Ürümqi. Antalet invånare är 37 649. Befolkningen består av 18 551 kvinnor och 19 098 män. Barn under 15 år utgör 17,0 %, vuxna 15-64 år 74 %, och äldre över 65 år 8,0 %.
Runt Yanqi är det ganska glesbefolkat, med 21 invånare per kvadratkilometer. Yanqi är det största samhället i trakten. Trakten runt Yanqi består till största delen av jordbruksmark.
Genomsnittlig årsnederbörd är 399 millimeter. Den regnigaste månaden är juni, med i genomsnitt 119 mm nederbörd, och den torraste är januari, med 1 mm nederbörd.